# 中国人民解放军陆军军医大学
29°32′14″N 106°26′48″E / 29.53722°N 106.44667°E
中国人民解放军陆军军医大学，简称陆军军医大学，对外又称中国人民解放军第三军医大学，本部位于重庆市，隶属中国人民解放军陆军，是医学教育高校。

## 沿革
中国人民解放军第七军医大学
- 1941年，建立太岳军区卫生部卫生教导队。
- 1944年，更名太岳军区卫生部看护训练班。
- 1946年，更名晋冀鲁豫军区太岳卫生学校（即太岳军区卫生学校）[3]。
- 1948年，更名中原军区四纵队卫生学校。

- 1948年，中原军区四纵队卫生学校、国立河南大学医学院中留开封部分合并组建中原大学医学院[1][3]。

- 1949年，中原大学医学院分出，在南京改建中国人民解放军第二野战军医科大学[1][3][4] 。
- 1950年3月1日，第二野战军医科大学全校1259人自南京出发，于1950年4月29日抵达重庆，进驻沙坪坝区覃家岗原中正中学校址，更名为中国人民解放军西南军区卫生部医科大学。1950年5月至1951年5月，西南军区卫生部医科大学曾同时称西南医科大学。1950年5月3日，西南军政委员会下发《批复筹设西南医科大学方针草案》，同意筹设西南医科大学，校址设重庆覃家岗[3][5] 。
- 1951年5月，更名中国人民解放军西南军区医学院（西南军医学院）[3][5] 。
- 1951年10月，更名中国人民解放军第二军医学院[3][4][5] 。

- 1952年10月，中央军委命名中国人民解放军第七军医大学[3][4] 。

中国人民解放军第六军医大学
- 1937年7月，国立中正医学院在江西南昌成立，首任院长是王子玕。抗日战争爆发后，学院先后迁至江西吉安、永新，云南昆明，贵州镇宁，江西泰和、永新、南康，福建长汀等地。1946年迁返江西南昌原院址。1949年5月南昌解放后，国立中正医学院不久被军管会接管，1949年8月更名为南昌医学院[1][4][6] 。
- 1946年，创建松江军区医学院。1947年，创建合江地区卫生学校。1949年，松江军区医学院、合江地区卫生学校合并，组建中国人民解放军东北军区卫生学校。1949年，更名中国人民解放军第四野战军医科学校[1]。
- 1949年10月，南昌医学院、第四野战军医科学校在南昌合并，组建中国人民解放军华中医学院，隶属华中军区[3][4][6] 。
- 1950年，更名中国人民解放军中南军区医学院，隶属中南军区[3][4][6] 。
- 1951年，更名中国人民解放军第四军医学院[3][4][6] 。
- 1952年8月，更名中国人民解放军第六军医大学[3][4][6] 。
- 1954年3月，第六军医大学迁离南昌，其教学医院更名中国人民解放军第一七三医院，先后隶属江西省军区和第八军医学校。1958年8月，第八军医学校与江西医学院合并（后演变为南昌大学江西医学院），第一七三医院改为江西医学院第一附属医院[6]。

中国人民解放军第三军医大学

中国人民解放军第三军医大学校徽

- 1954年9月，第六军医大学、第七军医大学合并成立新的中国人民解放军第七军医大学[1][3][4] 。
- 1965年，野战外科研究所并入第七军医大学。
- 1969年秋，调驻上海[1][4]。

- 1975年秋，第七军医大学迁回重庆原校址，随后更名中国人民解放军第三军医大学[1][3][4]。
- 1999年，中国人民解放军成都医学高等专科学校并入，成为第三军医大学成都军医学院。
- 2004年，第三军医大学成都军医学院（即原中国人民解放军成都医学高等专科学校部分）分出，移交地方建立成都医学院。
- 2016年，在深化国防和军队改革中，由中国人民解放军总后勤部转隶中央军事委员会训练管理部[7]。

中国人民解放军陆军军医大学
- 2017年，在深化国防和军队改革中，以中国人民解放军第三军医大学为基础，整合中国人民解放军白求恩医务士官学校、中国人民解放军西部战区陆军乌鲁木齐综合训练基地军医训练大队、西藏军区中国人民解放军第八医院，成立中国人民解放军陆军军医大学，隶属中国人民解放军陆军。对外又称中国人民解放军第三军医大学。陆军军医大学本部位于重庆，形成重庆、石家庄、呼图壁、日喀则四地办学格局。2017年8月25日，中国人民解放军陆军军医大学揭牌仪式在重庆的校本部举行，该校校长王云贵、政委季富、院士程天民为学校东大门上的新校名金字揭牌，金字“陆军军医大学”由该校程天民院士题写[2][8]。

## 历任领导

### 中国人民解放军第六军医大学
| 校长 - 王子玕（1937年7月—1949年9月，国立中正医学院院长） - 涂通今（1949年10月—1952年，南昌医学院、中国人民解放军华中医学院、中国人民解放军中南军区医学院、中国人民解放军中南军区第四军医院院长） - 申涵（1953年—1954年4月，中国人民解放军第六军医大学校长） | 政治委员 - 刘钊（1949年10月—1954年4月，南昌医学院、中国人民解放军华中医学院、中国人民解放军中南军区医学院、中国人民解放军中南军区第四军医院、中国人民解放军第六军医大学政治委员） |

### 中国人民解放军第三军医大学
| 校长 - 谭壮（1948年—1949年，中原军区四纵队卫生学校校长、中原大学医学院院长；1949年—1951年，第二野战军医科大学、西南军区卫生部医科大学副校长主持工作） - 祁开仁 少将（1951年5月—1970年3月，西南军区医学院、第二军医学院院长，第七军医大学校长） - 罗亨洲（1970年3月—1977年10月，第七军医大学、第三军医大学校长） - 钟有煌（1977年10月—1983年12月，第三军医大学校长） - 杨立璇（1983年12月—1986年11月，第三军医大学校长） - 程天民（1986年11月—1988年8月，第三军医大学校长） - 李士友 少将（1988年8月—1992年8月，第三军医大学校长） - 李荟元 少将（1992年8月—1996年，第三军医大学校长） - 王谦 少将（1996年3月—2002年1月，第三军医大学校长） - 吴灿 少将（2002年1月—2007年，第三军医大学校长） - 王登高 少将（2007年—2010年，第三军医大学校长） - 罗长坤 少将（2010年9月—2016年8月，第三军医大学校长） - 王云贵 少将（2016年8月—2017年，第三军医大学校长） 副校长 | 政治委员 - 曾明（1949年—1950年，第二野战军医科大学副政治委员主持工作） - 张永华（1950年—1952年，第二野战军医科大学、西南军区卫生部医科大学副政治委员主持工作） - 朱斌（1952年—1954年，第七军医大学副政治委员主持工作） - 康立泽 大校（1954年8月—1959年，第七军医大学政治委员） - 韩克宁 大校（1959年—？，第七军医大学政治委员） - 许文虹（？—1976年1月，第七军医大学、第三军医大学政治委员） - 李景展（1976年1月—？，第三军医大学政治委员） - 肖进前（？—1981年5月，第三军医大学政治委员） - 焦万里（？—1983年，第三军医大学政治委员） - 高平阶（1983年—？，第三军医大学政治委员） - 张振国 少将（1990年6月—1993年12月，第三军医大学政治委员） - 魏守矩 少将（？—1997年，第三军医大学政治委员） - 耿兴华 少将（1997年12月—2001年，第三军医大学政治委员） - 罗振江 少将（2001年7月—2005年6月，第三军医大学政治委员，2002年6月由副军职升为正军职） - 高福锁 少将（2005年—2010年11月，第三军医大学政治委员） - 高占虎 少将（2010年12月—2015年9月，第三军医大学政治委员） - 夏阳 少将（2015年9月—2017年，第三军医大学政治委员） 副政治委员 |

### 中国人民解放军陆军军医大学
| 校长 - 王云贵（2017年—） 副校长 | 政治委员 - 季富（2017年—） 副政治委员 - 周东浩（2017年—） |

## 专业设置
截至2017年，陆军军医大学拥有17个国家重点（培育）学科，6个国家重点实验室、工程实验室（中心），32个教育部和军队重点实验室。2017年起，停止招收预备军官学员，面向全国招收的普通高中毕业生全部是有军籍学员，即入学便入伍。2017年招生的本科专业有：
- 临床医学[1]
- 预防医学[1]
- 基础医学[1]
- 药学[1]
- 医学检验技术[1]

## 校区
- 本部（重庆市）

## 附属医院
- 西南医院（陆军军医大学第一附属医院）
- 新桥医院（陆军军医大学第二附属医院）
- 大坪医院（陆军军医大学第三附属医院、中国人民解放军陆军特色医学中心）

## 延伸阅读
- 第三军医大学志编纂委员会 编纂，重庆市志·军事志·第三军医大学志（1954一2008），2010年6月
- 张朝宁 主编，中国人民解放军第三军医大学校史（1954年—2004年），重庆圣利印刷厂印刷，2007年
- 第三军医大学第三附属医院、野战外科研究所院所史（1951年—2003年），2004年
- 《西南医院简史》编写组 编辑，第三军医大学西南医院简史（1929—2007），重庆汇丽包装印刷厂印刷，2008年
- 第三军医大学西南医院政治部 编，脉搏——第三军医大学西南医院抗震救灾战地日记，2008年
- 第三军医大学西南医院政治部 编，天职——第三军医大学西南医院抗震救灾纪实，2008年
- 第三军医大学政治部 编，第三军医大学汶川大地震抗震救灾实录——生死大救援 先进事迹报告集，2008年
- 第三军医大学政治部 编，第三军医大学汶川大地震抗震救灾实录——生死大救援 新闻报道集，2008年
- 第三军医大学政治部 编，第三军医大学汶川大地震抗震救灾实录——生死大救援 文艺作品集，2008年
- 第三军医大学政治部 编，第三军医大学汶川大地震抗震救灾实录——生死大救援 文件材料集，2008年
- 第三军医大学政治部 编，第三军医大学汶川大地震抗震救灾实录——生死大救援 战地故事集，2008年
- 生死大救援——第三军医大学抗震救灾纪实画卷，第三军医大学，2008年
- 曹岩 等，大写的人生——第三军医大学三级以上专家教授风采录，解放军文艺出版社，2004年